# Wollkraut-Gallenrüssler
Der Wollkraut-Gallenrüssler (Rhinusa asellus) ist ein Käfer aus der Familie der Rüsselkäfer. Er ist am nächsten mit Rhinusa comosa verwandt und gehört in die Rhinusa tetra-Gruppe der  Gattung Rhinusa, die auf Wirtspflanzen der Braunwurzgewächse beschränkt ist. Traditionell wird  Rhinusa als Untergattung der Gattung Gymnetron eingestuft.

## Bemerkungen zum Namen
Die Art wurde erstmals 1807 von Gravenhorst unter dem Namen Rhynchaenus asellus als 47. Art der 159. Gattung beschrieben. Die Beschreibung beginnt mit den Worten: schwarz, mit greisen Haaren. Dies erklärt den Artnamen aséllus  (lat. Esel). Die Art wird heute der Gattung Rhinusa zugeordnet. Der Gattungsname ist von, altgr. ρις ρινός "rhis, rhinós" für "Nase (Rüssel)" abgeleitet.
Der wenig gebräuchliche deutsche Name Wollkraut-Gallenrüssler nimmt darauf Bezug, dass die Larven am Wollkraut (anderer Name für Königskerze) Gallenbildung hervorrufen.
| | |
| | |
| Abb. 1: Weibchen in verschiedenen Ansichten                                                               | |
| | |
| Abb. 2: Rüssel seitlich: gerad- liniger Übergang Rüssel-Kopf unten in Kopie Rüsselfurche blau, Fühler rot | Abb. 3: Flügeldeckenab- schluss gerade Punktstrei- fen lila, ungerade Punkt- streifen grün, Zahlen sind Nummern der Punktstreifen |
| | |
| Abb. 4: Ausschnitt Vorderbein blau: Hüfte rot: Schenkelring grün: Schenkel                                | Abb. 5: Wirtspflanze mit zwei Löchern zur Ei- ablage, unten noch offen oben schon verschlossen                                    |

## Eigenschaften
Die Länge des Käfers, ohne den Rüssel gemessen, schwankt zwischen vier und 5,6 Millimetern.  Der eher gedrungene Körper ist schwarz, erscheint jedoch wegen der Behaarung grau oder gelblich. Tarsen und Fühler sind dunkelbraun. Die Behaarung ist mäßig dicht, an den Seiten und der Basis des Halsschilds, am Schildchen und entlang der Flügeldeckennaht dichter.
Der schlanke Rüssel ist beim Männchen nur wenig länger als Kopf und Halsschild gemeinsam. Beim Weibchen ist der Rüssel deutlich länger, etwa doppelt so lang wie der Halsschild. Beim Weibchen verjüngt sich der Rüssel von oben gesehen im basalen Drittel wenig, danach bleibt er nahezu gleich dick und ist im apikalen Drittel leicht nach unten gebogen. Beim Männchen verjüngt sich von der Seite gesehen der Rüssel von der Basis bis zur Spitze wenig und gleichmäßig, von oben gesehen kaum.  Außerdem hat das Männchen gewöhnlich einen kleinen Zahn auf der Unterseite der Vorderschenkel im vorderen Drittel, der beim Weibchen höchstens angedeutet ist. In beiden Geschlechtern bildet von der Seite betrachtet die Stirn mit dem basalen Teil des Rüssels bis zur Fühlereinlenkung eine gerade Linie (Abb. 2 oben), der Rüssel ist nicht von der Basis an gebogen. Vor der Fühlereinlenkung ist er kahl, glänzend und sehr spärlich und fein punktiert, zur Basis hin trägt er haarähnliche Schuppen.
Der Fühler sind beim Weibchen kurz vor der Rüsselmitte (näher bei der Basis), beim Männchen auf halber Rüssellänge eingelenkt. Der Fühlerschaft ist an der Spitze keulenartig verdickt. Die Geißel ist fünfgliedrig. Die länglich ovale Fühlerkeule ist kompakt, Der Fühlerschaft kann in eine seitlich des Rüssels geradlinig verlaufende Fühlergrube (in Abb. 2 unten blau) eingelegt werden.
Die Augen liegen auf der Kopfseite. Oberseits ist die Stirn zwischen den Augen etwa so breit wie die Rüsselbasis, nicht deutlich schmäler. Unterseits ist die Kehle zwischen den Augen wenig schmäler als die Rüsselbasis.
Der Halsschild ist etwa eineinhalb mal so breit wie lang und im basalen Drittel am breitesten. Vorn ist der Halsschild abgeschnürt. Die Seiten verlaufen leicht konvex. Der Halsschild ist dicht und relativ gleichmäßig punktiert, zwischen den Punkten ist er glatt und glänzend.
Die Flügeldecken sind an der Spitze einzeln verrundet und lassen das Pygidium unbedeckt. Letzteres ist meist stark behaart. Die Flügeldecken sind mäßig gerundet, auf halber Länge am breitesten und gemeinsam etwas breiter als der Halsschild.  Sie tragen acht deutliche Punktstreifen (in Abb. 3 teilweise durchnummeriert, die geraden Punktreihen lila, die ungeraden grün getönt). Der dritte Streifen ist am Ende der Flügeldecken mit dem sechsten verbunden, nicht mit dem achten. Der achte ist mit dem siebten Punktstreifen verbunden. Die  doppelte Behaarung der Flügeldecken (anliegend und abstehend) verläuft im Vorder- und  Mittelteil der Flügeldecken nach hinten, vor der Spitze der Flügeldecken quer, davor auf dem 3. und 4. Zwischenraum quirlig (Abb. 3). In seltenen Fällen sind die Flügeldecken bis auf ein Gebiet um das Schildchen braun.
Die Tarsen sind alle viergliedrig. Das erste bis dritte Tarsenglied ist unterseits bürstig behaart. Die Klauen sind an der Basis verwachsen. Die Trochanteren trennen Hüfte und Schenkel nicht breit, sondern liegen am Innenwinkel zwischen Hüfte und Schenkel (Abb. 4).
Die Unterseite ist meist einfach behaart. Die Vorderbrust ist vorn in der Mitte nicht furchenartig zur Aufnahme des Rüssels vertieft, sondern geradlinig abgeschnitten. Die Vorderhüften berühren sich.
Der Hinterrand der Bauchsternite ist gerade bis leicht gebogen, nicht an den Seiten nach hinten gebogen. Das erste und das zweite Bauchsternit sind deutlich länger als die folgenden.
Von dem sehr ähnlichen Käfer Rhinusa tenuirostris unterscheidet sich Rhinusa asellus durch einen längeren Rüssel und weniger dichte Behaarung.

## Biologie
Rhenusa asellus bevorzugt warme und trockene Lebensräume. So ist der Käfer in Weinbergen, auf Trockenrasen, an Dämmen und an Böschungen von Tagebaugruben zu finden, ebenso auf  trockenen Ruderalflächen.
Die Art ist oligophag. Die Larve entwickelt und verpuppt sich in verschiedenen Arten der Königskerze.
Die Käfer erscheinen nach der Überwinterung und fressen an den Blättern und Trieben der Königskerze. In der Nordukraine beginnt die Eiablage im Juni vor dem Erblühen der Wirtspflanze. Die Eiablage erfolgt bevorzugt in den oberen Pflanzenteilen. Nach einer anderen Beobachtung erfolgt die Eiablage  in kräftigen Stängeln der Kleinblütigen Königskerze (Verbascum thapsus) ab etwa eine Handbreit über dem Boden bis zehn Zentimeter vor Ende des Stängels, wobei die Raupen häufig nur wenig Abstand zueinander haben. Das Weibchen führt den Rüssel in das Pflanzengewebe ein, wobei ein rundes Loch entsteht. Abb. 5 zeigt zwei solcher Löcher, das obere ist verschlossen. Durch Reaktion der Pflanze färbt sich das Loch schwarz. Die Eier werden in diese Löcher abgelegt. Sie haben eine ungewöhnliche, einer Birne ähnliche Form und erreichen dadurch die beträchtliche Länge von  2,6 bis 2,7 Millimetern. Der vordere Teil hat einen Durchmesser von etwas über 0,9 Millimeter, der hintere, durch  eine Membran abgetrennte Teil, einen Durchmesser von etwas über 0,6 Millimeter. Die Embryonalentwicklung dauert etwa eine Woche. Das Ei wird von Entedon sparetus (Hautflügler) parasitiert.
Die geschlüpfte Junglarve frisst um sich eine rundliche Höhle aus, in der sie sich nach drei Larvenstadien etwa 3 Wochen später verpuppt. Die Höhlen der Larven grenzen teilweise direkt aneinander an. Die Pflanze reagiert, indem sie die Höhle als Galle abkapselt. Der Befall wird durch eine Verdickung der Stängel augenfällig (Foto). Die Larven tapezieren die Höhlen rundherum mit Kot, wodurch die Höhlen schmutzig graubraun erscheinen. Ein Foto eines Schnitts durch die Gallen mit Larven ist unter den Einzelnachweisen angegeben. Die Larve ist sehr lebhaft und bewegt sich ruckweise. Sie ist weniger als doppelt so lang wie dick, gelblichweiß, matt glänzend und sparsam mit feinen weißen Härchen besetzt. Sie ist oben gewölbt, unten verflacht, Kopf und Körperende heruntergezogen. Der gelbbraune stark glänzende Kopf trägt schwarzbraune Kiefer. Die Larven verpuppen sich überwiegend Anfang August, im August sind jedoch auch bereits frisch geschlüpfte Käfer anzutreffen. Die Puppe ist spärlich behaart, der Hinterleib matt weiß, der übrige Körper glänzend gelblich weiß. Puppen werden jedoch auch noch im November gefunden. Die Käfer erscheinen hauptsächlich im September.
Ein Autor gibt als Wirtspflanze auch die Graukresse (Berteroa incana) an, bei der die Larven von Rhinusa asellus die Ausbildung von Kugelgallen im Bereich des Wurzelhalses bewirken sollen. Dies wird in neueren Arbeiten aber nicht mehr erwähnt.

## Verbreitung
Rhinusa asellus ist in Zentral- und Südeuropa verbreitet, nach Osten erstreckt sich das Verbreitungsgebiet bis in die Zentraltürkei und  die Kaukasusstaaten. Links Verbreitungskarten von Sachsen und von Tschechien sind unter den Einzelnachweisen angegeben.

## Gefährdung
Die Art gilt in Deutschland als ungefährdet.